# Damián Selci
Damián Gabriel Selci (Buenos Aires, 3 de enero de 1983) es un escritor y militante político argentino. En 2023 fue electo intendente del partido de Hurlingham, cargo que desempeñó como interino entre 2021 y 2022.

## Carrera política
Inició su carrera política en 2008, a partir de la discusión surgida en el país por la iniciativa del gobierno nacional de aumento de retenciones al sector agroexportador mediante la llamada “Resolución 125”, escenario que lo llevó a sumarse a la organización La Cámpora. Dentro de ella, fue uno de los miembros fundadores del CEP -Centro de Estudios Políticos-. 
Entre 2012 y 2015, Selci ejerció como Jefe de Departamento de Enlace Parlamentario Federal en el Senado de la Nación, y entre 2016 y 2017 ocupó el cargo de Director de Cultura del Municipio de Hurlingham, desde donde llevó a cabo una política orientada a fomentar la cultura local y la articulación con los barrios y las instituciones locales.
En 2019 fue candidato a primer concejal por la lista del Frente de Todos, y elegido como presidente del Concejo Deliberante por unanimidad del conjunto de los bloques. En el marco de la pandemia por COVID-19 tuvo la responsabilidad de garantizar el correcto funcionamiento virtual del cuerpo legislativo.
Desde el 9 de agosto de 2021 hasta el 14 de octubre de 2022 se desempeñó como intendente interino durante el pedido de licencia de Juan Zabaleta, lugar que le correspondió por haber sido el primer concejal de la misma fuerza política.
En 2023 fue electo intendente de Hurlingham para suceder a Juan Zabaleta a quien derroto en las PASO en la coalición Unión por la Patria con el 45,24% de los votos.
Al asumir como intendente electo de Hurlingham.En su primera apertura de sesiones como intendente electo dijo que recibió la peor versión de Hurlingham.

## Formación académica y obra literaria
Damián Selci estudió en la carrera de Letras de la Universidad de Buenos Aires. Además de su faceta política, es escritor y crítico literario.
Desde 2007, edita y participa de la Revista Planta, una plataforma de proyectos críticos con base en las artes visuales, la literatura, la teoría cultural y la economía política.
En el año 2012, junto a Ana Mazzoni y Violeta Kesselman publicaron “La tendencia materialista” (Paradiso), una antología crítica de la poesía argentina de los años 90. En el mismo año publicó la novela de ficción “Canción de la desconfianza” (Eterna Cadencia).
En 2018, editó junto a Cuarenta Ríos su ensayo político “Teoría de la militancia”, una relectura contemporánea de la teoría de Laclau para pensar la militancia como eje de una nueva propuesta teórica para el campo popular.
Dos años después, también bajo el sello Cuarenta Ríos, publicó el ensayo "La organización permanente": una apuesta a retomar las grandes tareas de la política emancipatoria a partir de una radicalización de las conclusiones de la Teoría de la militancia.

## Vida personal
Está en pareja con la ambientalista Lucía Giménez, directora de la carrera Gestión Ambiental de la UNAHUR, con quien tiene dos hijos.